# I, Roommate
I, Roommate (с англ. — «Я, сосед») — третий эпизод первого сезона мультсериала «Футурама». Его североамериканская премьера состоялась 6 апреля 1999 года.

## Содержание
С момента своей разморозки Фрай жил в офисе Planet Express. Но это стало мешать работе компании, и когда Фрай по недомыслию съел мумию пришельца, его решили выселить. Он решает поселиться у Бендера.
Но проходит несколько дней, и Фрай осознает, что не может продолжать жить в квартире Бендера объёмом в 2 кубических метра. Тогда они начинают искать себе новую квартиру. Когда умирает один из коллег профессора, Фрай и Бендер вселяются в его квартиру, и Бендер выбирает себе место в шкафу.
Выясняется, что антенна Бендера глушит сигнал всех телевизоров здания, и тогда Бендер обрезает её себе, чтобы остаться жить с Фраем.
Фрай, видя такую жертву своего друга, решает вернуться в его старую квартиру, и узнает, что там есть шкаф, по размерам как раз подходящий для комфортабельного проживания человека.